# 豐原大道
豐原大道，是台灣臺中市豐原區一條重要的環狀道路，共分為八段（七、八段經過神岡區）。全線通車後，豐原大道成為繼圓環東、西、南、北路之後的第二條環繞豐原的道路。全路段均於設置地下共同管道，其若干處出入口設於中央綠化安全島以及快車道高架橋下方。

## 分段
- 一段：中正路（豐原）─中山路（豐原）
- 二段：中山路（豐原）─田心路二段
- 三段：田心路二段─南陽路
- 四段：南陽路─北陽路
- 五段：北陽路─豐勢路
- 六段：豐勢路─三豐路
- 七段：三豐路─豐洲路
- 八段：豐洲路─中正路（豐原）

## 車道數
- 一段至八段  雙向各二線快車道及一線慢車道，設有中央綠化安全島。

快車道陸橋

## 本道路客運
- 本表更新時間為2019年9月1日。

| 編號  | 業者                       | 路線                            | 行駛區間                                       | 備註                                      |
| 12    | 台中客運 豐原客運 全航客運 | 明德高中－豐原高中              | 西勢路－豐原大道一段－豐原區中正路             | －                                        |
| 152   | 中台灣客運                 | 新市政中心－陽明大樓            | 豐勢路－豐原大道五段－終點站（義士祠）         | －                                        |
| 700   | 台中客運 全航客運          | 豐原高中－明德高中              | 豐原區中正路－豐原大道一段－西勢路             | 僅停靠現今12路重點站位 例假日及寒暑假停駛 |
| 901副 | 台中客運                   | 豐原－明德高中                  | 豐原區南陽路－豐原大道四段－北陽路             | －                                        |
| 920   | 捷順交通                   | 八方國際商城－育賢環中東/西路口 | 豐原區中正路－豐原大道一段－西勢路             | 經摘星山莊、潭子車站、慈濟醫院、太原車站  |
| 921   | 中鹿客運                   | 豐原東站－軍功松竹路口          | 豐原區豐勢路－豐原大道六段、七段、八段－中正路 | 經筱雲山莊、栗林車站、慈濟醫院            |
| 989   | 豐原客運                   | 翁子－圳前仁愛公園              | 豐勢路－豐原大道五段、四段－南陽路             | 經豐洲工業區                              |
| 989延 | 豐原客運                   | 翁子－神圳國中                  | 豐勢路－豐原大道五段、四段－南陽路             | 經豐洲工業區、圳前仁愛公園                |

## 沿線設施
| （由東到西） · （連接八段） 一段（連接八段） 中正路 (豐原區) - 豐富園區（興建中，原陸軍臺中區聯合甲型保修廠） - 豐原國民運動中心（規劃中） - 八方國際觀光夜市 - 臺中市豐原區合作國民小學 西勢路（往東北經成功路至豐原市區、往西南銜接神岡區承德路及潭子區崇德路至臺中市區） - 台灣菸酒公司豐原捲菸廠 中山路 (豐原區) 二段 臺鐵臺中線栗林車站 東汴幹線 - 豐南街（往臺中市立豐南國民中學） - 潭子交流道（豐原聯絡道⇒國道四號） - 豐原水資源回收中心 - 臺中市豐原區豐田國民小學 田心路二段（往豐原安康社會住宅、鎌村路） 三段 - 旱溪（沿岸行道樹遍植楓香樹） - 臺中市北區家扶中心 朝陽橋 永康路211巷（連接衛生福利部豐原醫院） 南陽路（往法務部調查局台中市調查站豐原辦事處） 四段 - 豐原廣福宮 - 交通部公路局台中區監理所豐原監理站 中陽路 - 北嵩福德祠 北陽路 五段 - 黑貓宅急便豐原營業所 - 臺中市豐原區豐村國民小學 水源路（往愛買、特力屋豐原店、豐原高中） - 台中客運豐原停車場 - 台中市私立健安老人養護中心 - 臺中市政府警察局豐原分局翁子派出所 豐勢路一、二段 | 六段 臺鐵臺中線 葫蘆墩圳 角潭路二段 - 聖廟宏德堂（觀音、關公廟） 豐科路（連接后里馬場、中部科學園區后里園區） 三豐路一段、二段 七段（豐原區、神岡區） 豐原區 - 中華郵政豐原葫蘆墩郵局 - 消防公園 - 臺中市豐原區葫蘆墩國民小學 仁洲街／豐工路（連接豐洲科技工業園區） 神岡區 東洲路 - 豐盟數位有線電視 - 星光國際幼兒園豐原校 豐洲路 八段（神岡區、豐原區） 神岡區 - 豐洲福德祠 - 葫蘆墩公園 埤溪排水溝 豐原區 下埤幹線 - 豐原果菜批發市場 豐社路（往東經成功路至豐原市區、往西銜接神岡區豐社路） - 忠勤綠地 中正路 (豐原區) （連接一段） |

## 軼聞
- 風水之說：外傳「豐原大道八段」為八卦陣布局，與內圓環的四象布局相呼應。